# Folkeafstemningen om Storbritanniens EU-medlemskab 2016
Folkeafstemningen om Storbritanniens EU-medlemskab 2016 var en juridisk uforpligtende folkeafstemning, der fandt sted i Storbritannien og Gibraltar torsdag den 23. juni 2016. Resultatet blev officielt offentliggjort om morgenen dagen efter.
Britiske vælgere skulle tage stilling til om Storbritannien skulle forlade Den Europæiske Union (i debatten nævnt som "brexit"), eller forblive medlem af unionen (i debatten nævnt som "bremain"). Datoen for folkeafstemningen blev annonceret af premierminister David Cameron den 20. februar 2016, dagen efter at han havde forhandlet reformer om Storbritanniens EU-medlemskab i Det Europæiske Råd.
Folkeafstemningen blev afholdt i de fire rigsdele; England, Wales, Skotland og Nordirland, samt det oversøiske territorium Gibraltar. Befolkningerne på Isle of Man, Jersey og Guernsey havde ikke stemmeret, da kronbesiddelserne ikke er en del af EU.
17.410.742 millioner (51,9 %) af de britiske vælgere stemte for at forlade EU, mens 16.141.241 (48,1 %) stemte for at forblive i EU. Dermed var der flertal for at forlade EU. Flertal for at forblive i EU var der i Skotland, Nordirland og Gibraltar. Flertal for at forlade EU var der i England og Wales.

## Spørgsmålet på stemmesedlen
Da lovforslaget om folkeafstemningen blev fremlagt for parlamentet, var spørgsmålet, vælgerne skulle tage stilling til formuleret således: "Skal det Forenede Kongerige forblive et medlem af EU?" (Should the United Kingdom remain a member of the European Union?) Spørgsmålet var også formuleret på walisisk. Et sådant spørgsmål ville give vælgerne mulighed for at stemme ja eller nej.
Spørgsmålsformuleringen blev senere udredet af Electoral Commission. Kommissionen anbefalede at ændre spørgsmålet på stemmesedlen således, at det på engelsk blev lydende: "skal Storbritannien forblive medlem af Den europæiske union eller forlade Den europæiske union?" (Should the United Kingdom remain a member of the European Union or leave the European Union?). Også dette spørgsmålsstillingen skulle foreligge på walisisk. Electoral Commission begrundede sit forslag med, at spørgsmålet var klart og enkelt forståeligt for vælgerne, og at det anbefalede spørgsmålet som den mest neutrale blandt undersøgte formuleringer af spørgsmålet. Spørgsmålsformuleringen undgår de positive konnotationer, som ja-alternativet ville have givet. Regeringen godtog spørgsmålsformuleringen, som Electoral Commission anbefalede.
Vælgerne skulle vælge mellem alternativerne "forblive medlem af Den europæiske union" (Remain a member of the European Union) og "forlade Den europæiske union" (Leave the European Union) ved at sætte kryds ved foretrukket alternativ på stemmesedlen.

## Stemmeret
Statsborgere i Storbritannien, Irland og Commonwealth, som bor i Storbritannien, har ret til at deltage i folkeafstemningen. Britiske borgere, som har boet udenlands i mindre end 15 år, medlemmer af Overhuset og Commonwealth-borgere, som bor i Gibraltar, kan også deltage. Statsborgere i andre EU-lande, som bor i Storbritannien, har ikke ret til at stemme, med mindre de er statsborgere i Irland, Cypern eller Malta.
Omkring 5,5 millioner briter bor udenlands. Mindst 1,2 millioner af disse bor i et andet EU-land. To briter, som havde boet udenlands i mere end 15 år, bragte spørgsmålet om stemmeret for retten. Storbritanniens højesteret opretholdt lavere retsinstansers beslutning om, at begrænsningen i stemmeret for briter, som har boet udenlands i mere end 15 år, er gyldig. Begrænsningen angik op til 2 millioner briter, som ikke kan stemme i folkeafstemningen.
Befolkningen på Man, Jersey og Guernsey har ikke stemmeret, eftersom kronbesiddelserne ikke er del af Storbritannien og heller ikke er en del af EU. Stemmeretsalderen er 18 år. Et forslag i Overhuset om at sænke stemmeretsalderen til 16 år blev afvist.

## Afvikling og optælling
Vælgerne skulle afgive stemme i valglokaler, der ikke måtte omfatte mere end 2500 vælgere. Valglokalerne åbnede klokken 7 om morgenen (lokal tid). Det var efter ansøgning muligt at stemme per post. Vælgere kunne også søge om at at måtte afgive stemme ved stedfortræder.
Optælling af stemmerne startede straks efter, valglokalerne lukkede, det vil sige klokken 22 om aftenen britisk tid. Stemmerne blev optalt i 382 tællekredse, der rapporterede til 12 regionale centre. Derfra blev resultaterne sendt til Manchester, hvor den endelige optælling blev foretaget.
Resultaterne fra tællekredsene og regionerne blev offentliggjort løbende. Det endelige resultat offentliggøres i Manchester Town Hall af lederen for Electoral Commission, Jenny Watson. Den offentlige afgørelse var forventet ved frokosttid den 24. juni 2016.

## Partiernes standpunkt
Premierminister David Cameron opfordrede vælgerne til at stemme for, at Storbritannien forblev i EU, men regeringspartiet de konservative bestemte sig for at være neutralt. Partiet var splittet i spørgsmålet. Ved udgangen af februar 2016 sagde 134 af partiets parlamentsmedlemmer, at de ville drive valgkamp for, at landet ville forblive i EU, mens 119 parlamentsmedlemmer ville drive valgkamp for, at Storbritannien skulle forlade EU. Boris Johnson, daværende borgmester i London (afgået inden afstemningen), var blandt de konservative politikere, som markerede standpunkt for at forlade EU.
Labour Party støttede fortsat britisk medlemskab i EU. Det samme gjorde De Liberale, De grønne, Det skotske nationalistparti og Plaid Cymru. UK Independence Party ønskede, at Storbritannien skulle forlade EU. Det samme gjorde Democratic Unionist Party i Nordirland. De andre partier i Nordirland, Sinn Féin, SDLP og Alliance ønskede fortsat medlemskab i EU. Efter, at det en tid ikke havde taget noget standpunkt, bestemte Ulster Unionist Party sig til sidst for at støtte, at Storbritannien skulle forblive i EU.
| Standpunkt                       | Politisk parti                            |                                           | Kilder        |
| -------------------------------- | ----------------------------------------- | ----------------------------------------- | ------------- |
| Forbliv                          | Alliance Party                            | Alliance Party                            | [ 31 ] [ 32 ] |
| Forbliv                          | Green Party                               | England og Wales                          | [ 33 ]        |
| Forbliv                          | Green Party                               | Nordirland                                | [ 34 ]        |
| Forbliv                          | Green Party                               | Skotland                                  | [ 35 ]        |
| Forbliv                          | Labour Party                              | Labour Party                              | [ 36 ] [ 37 ] |
| Forbliv                          | Liberal Democrats                         | Liberal Democrats                         | [ 38 ]        |
| Forbliv                          | NI21                                      | NI21                                      | [ 39 ]        |
| Forbliv                          | Plaid Cymru                               | Plaid Cymru                               | [ 40 ]        |
| Forbliv                          | Scottish National Party (SNP)             | Scottish National Party (SNP)             | [ 41 ] [ 42 ] |
| Forbliv                          | Sinn Féin                                 | Sinn Féin                                 | [ 43 ]        |
| Forbliv                          | Social Democratic and Labour Party (SDLP) | Social Democratic and Labour Party (SDLP) | [ 44 ]        |
| Forbliv                          | Ulster Unionist Party (UUP)               | Ulster Unionist Party (UUP)               | [ 45 ]        |
| Forlad                           |                                           |                                           |               |
| Democratic Unionist Party (DUP)  | Democratic Unionist Party (DUP)           | [ 46 ] [ 47 ]                             |               |
| Traditional Unionist Voice (TUV) | Traditional Unionist Voice (TUV)          | [ 48 ]                                    |               |
| UK Independence Party (UKIP)     | UK Independence Party (UKIP)              | [ 49 ]                                    |               |
| Neutralt                         | Conservative Party                        | Conservative Party                        | [ 50 ]        |

## Gibraltar
Gibraltar kom med i EU, da Storbritannien blev medlem i 1973. Det har været det eneste britiske oversøiske territorium, som er med i EU, selv om territoriet ikke har været omfattet af toldunionen eller den fælles landbrugspolitik.
Partierne i Gibraltar, Gibraltar Social Democrats (GSD), Gibraltar Socialist Labour Party (GSLP) og Liberal Party of Gibraltar, støttede at forblive i EU.
Ved optællingen udgjorde Sydvestengland og Gibraltar en fælles regional tællekreds. Gibraltar har siden 2004 været en del af valgkredsen Sydvestengland ved valg til Europaparlamentet.

## Valgkamporganisationer og valgkamp
Der blev dannet tre organisationer, som arbejdede for at få vælgerne til at stemme for, at Storbritannien skulle forlade EU. Organisationen Vote Leave blev startet i oktober 2015. Den fik støtte fra enkeltmedlemmer i Det konservative parti, Arbejderpartiet og United Kingdom Independence Party. Vote Leave støttes også af Conservatives for Britain, Labour Leave og Business for Britain. Organisationen Leave.EU støttedes af United Kingdom Independence Party og partilederen Nigel Farage, som også støttede organisationen Grassroots Out, hvor det også fandtes personer med baggrund i Arbejderpartiet og Det konservative parti.
Organisationen Britain Stronger in Europe arbejdede for at overbevise vælgerne om at stemme for fortsat britisk EU-medlemskab. Organisationen var tværpolitisk og ledet af Stuart Rose, en konservativ livstidspeer som tidligere var direktør i Marks & Spencer. Organisationen støttedes af British Influence.
Electoral Commission udpegede den 13. april 2016 en af valgkamporganisationerne på hver side: Vote Leave og Britain Stronger in Europe. De valgte organisationer fik valgkampstøtte, tid i medierne og mulighed for at udsende materiale gratis med posten. De kunne bruge op til 7 millioner pund og fik 600.000 pund i offentlig støtte.
Valgkampen startede officielt 15. april 2016. De udpegede valgkamporganisationer og andre skulle efter dette følge reglerne fastlagte af Electoral Commission.
I april 2016 udsendte regeringen en brochure til alle husstande, hvor den fremlagde sit syn på hvorfor, Storbritannien burde forblive medlem af EU.
I de fire uger fra 27. maj og til afstemningsdagen havde offentlige tjenestemænd forbud mod at komme med udspil eller offentliggøre information, som kunne påvirke udfaldet af folkeafstemningen. Sådanne perioder før et valg kaldes purdah (fra persisk for "forhæng", "slør").
De to valgkamporganisationer indstillede valgkampen den 16. juni 2016 efter, at parlamentsmedlem Jo Cox blev knivstukket og skudt ihjel i sin valgkreds. Cox drev valgkamp for forbliv-standpunktet. Politiet efterforskede rapporter om, at den mistænkte gerningsmand råbte "Britain first" ("Storbritannien først") og om dette havde forbindelse til det højreekstreme partiet med dette navn. Partiet afviste, at det havde noget med angrebet at gøre. Den mistænkte 52 år gamle mand havde også kontakt med højreekstreme grupper i USA og Sydafrika. Han havde haft problemer med sin psykiske helse og været behandlet for dette. Valgkampaktiviteten blev suspenderet til søndag 19. juni 2016.

## Meningsmålinger
En analyse af meningsmålinger publiceret i oktober 2015 antydede, at yngre vælgere og vælgere med højere uddannelse hældede mod forbliv-standpunktet, mens ældre vælgere og vælgere med lav uddannelse i større grad foretrak, at Storbritannien forlader EU.
Meningsmålingsfirmaet YouGov fandt i februar 2016 at EU-skepsis var stærkest i områder med lav indtægt, mens også i områder hvor de konservative stod stærkt. I Skotland var der en overvægt af områder med støtte til at forblive i EU. Det var også støtte for at forblive i store dele af Wales og i London, samt i universitetsbyer i England. Tilslutningen til at forblive var størst i mindre byområder.
På baggrund af afvigende meningsmålinger opstod der en diskussion om forskellene på målinger udført ved telefoninterviews og målinger udført via internettet. Målinger udført ved hjælp af telefoninterviews viste, at bliv-siden havde en betydelig ledelse, mens internetmålingerne gav et mere lige resultat. En analyse konkluderede, at målinger udført ved telefoninterviews giver et mere præcist billede af holdningerne, og at målinger udført via internet giver en for høj andel svar til fordel for forlad-alternativet.

### Landsomfattende meningsmålinger
| 20. juni             | 45 %                                                                      | 44 %                                                                      | 11 %                                                                      | 1003                                                                      | Survation/IG Group Arkiveret 5. juli 2016 hos Wayback Machine                | telefon                                                                   |                                                                           |                                                                           |                                                                           |
| 18.–19. juni         | 42 %                                                                      | 44 %                                                                      | 13 %                                                                      | 1652                                                                      | YouGov Arkiveret 17. september 2016 hos Wayback Machine                      | internet                                                                  |                                                                           |                                                                           |                                                                           |
| 16.–19. juni         | 53 %                                                                      | 46 %                                                                      | 2 %                                                                       | 800                                                                       | ORB/Telegraph Arkiveret 5. juli 2016 hos Wayback Machine                     | telefon                                                                   |                                                                           |                                                                           |                                                                           |
| 17.–18. juni         | 45 %                                                                      | 42 %                                                                      | 13 %                                                                      | 1004                                                                      | Survation Arkiveret 5. juli 2016 hos Wayback Machine                         | telefon                                                                   |                                                                           |                                                                           |                                                                           |
| 16.–17. juni         | 44 %                                                                      | 43 %                                                                      | 9 %                                                                       | 1694                                                                      | YouGov Arkiveret 16. september 2016 hos Wayback Machine                      | internet                                                                  |                                                                           |                                                                           |                                                                           |
| 14.–17. juni         | 44 %                                                                      | 44 %                                                                      | 12 %                                                                      | 2006                                                                      | Opinium Arkiveret 21. juni 2016 hos Wayback Machine                          | internet                                                                  |                                                                           |                                                                           |                                                                           |
| 15.–16. juni         | 42 %                                                                      | 44 %                                                                      | 9 %                                                                       | 1734                                                                      | YouGov Arkiveret 16. september 2016 hos Wayback Machine                      | internet                                                                  |                                                                           |                                                                           |                                                                           |
| 15. juni             | 42 %                                                                      | 45 %                                                                      | 13 %                                                                      | 1104                                                                      | Survation Arkiveret 3. august 2016 hos Wayback Machine                       | telefon                                                                   |                                                                           |                                                                           |                                                                           |
| 10.–15. juni         | 46 %                                                                      | 43 %                                                                      | 11 %                                                                      | 1043                                                                      | BMG Arkiveret 24. juni 2016 hos Wayback Machine                              | telefon                                                                   |                                                                           |                                                                           |                                                                           |
| 10.–15. juni         | 51 %                                                                      | 41 %                                                                      | 9 %                                                                       | 1468                                                                      | BMG Arkiveret 24. juni 2016 hos Wayback Machine                              | internet                                                                  |                                                                           |                                                                           |                                                                           |
| 11.–14. juni         | 43 %                                                                      | 49 %                                                                      | 3 %                                                                       | 1257                                                                      | IPSOS Mori Arkiveret 16. juni 2016 hos Wayback Machine                       | telefon                                                                   |                                                                           |                                                                           |                                                                           |
| 12.–13. juni         | 39 %                                                                      | 46 %                                                                      | 15 %                                                                      | 1905                                                                      | YouGov Arkiveret 4. august 2016 hos Wayback Machine                          | internet                                                                  |                                                                           |                                                                           |                                                                           |
| 10.–13. juni         | 45 %                                                                      | 50 %                                                                      | 5 %                                                                       | 1000                                                                      | ICM Arkiveret 4. august 2016 hos Wayback Machine                             | telefon                                                                   | ellers identisk måling gennemført ved både telefon- og internetinterviews |                                                                           |                                                                           |
| 10.–13. juni         | 44 %                                                                      | 49 %                                                                      | 7 %                                                                       | 2001                                                                      | ICM Arkiveret 4. august 2016 hos Wayback Machine                             | internet                                                                  | ellers identisk måling gennemført ved både telefon- og internetinterviews |                                                                           |                                                                           |
| 9.–13. juni          | 46 %                                                                      | 45 %                                                                      | 9 %                                                                       | 1002                                                                      | ComRes Arkiveret 25. juni 2016 hos Wayback Machine                           | telefon                                                                   |                                                                           |                                                                           |                                                                           |
| 7.–13. juni          | 40 %                                                                      | 47 %                                                                      | 13 %                                                                      | 2497                                                                      | TNS Arkiveret 17. juni 2016 hos Wayback Machine                              | internet                                                                  |                                                                           |                                                                           |                                                                           |
| 9.–12. juni          | 48 %                                                                      | 49 %                                                                      | 3 %                                                                       | 800                                                                       | ORB Arkiveret 5. juli 2016 hos Wayback Machine                               | telefon                                                                   | kun vælgere som med sikkerhed vil stemme                                  |                                                                           |                                                                           |
| 9.–10. juni          | 42 %                                                                      | 43 %                                                                      | –                                                                         | 1671                                                                      | YouGov Arkiveret 17. juni 2016 hos Wayback Machine                           | internet                                                                  |                                                                           |                                                                           |                                                                           |
| 7.–10. juni          | 44 %                                                                      | 42 %                                                                      | 13 %                                                                      | 2009                                                                      | Opinium Arkiveret 14. juni 2016 hos Wayback Machine                          | internet                                                                  |                                                                           |                                                                           |                                                                           |
| 8.–9. juni           | 45 %                                                                      | 55 %                                                                      | –                                                                         | 2052                                                                      | ORB Arkiveret 11. juni 2016 hos Wayback Machine                              | internet                                                                  |                                                                           |                                                                           |                                                                           |
| 5.–6. juni           | 43 %                                                                      | 42 %                                                                      | 11 %                                                                      | 2001                                                                      | YouGov Arkiveret 7. juni 2016 hos Wayback Machine                            | internet                                                                  | resterende «vil ikke stemme»                                              |                                                                           |                                                                           |
| 3.–5. juni           | 43 %                                                                      | 48 %                                                                      | 9 %                                                                       | 2047                                                                      | ICM Arkiveret 11. juni 2016 hos Wayback Machine                              | internet                                                                  |                                                                           |                                                                           |                                                                           |
| 2.–5. juni           | 48 %                                                                      | 47 %                                                                      | 5 %                                                                       | 800                                                                       | ORB Arkiveret 12. juni 2016 hos Wayback Machine                              | telefon                                                                   |                                                                           |                                                                           |                                                                           |
| 1.–3. juni           | 41 %                                                                      | 45 %                                                                      | 11 %                                                                      | 3405                                                                      | YouGov Arkiveret 7. juni 2016 hos Wayback Machine                            | internet                                                                  |                                                                           |                                                                           |                                                                           |
| 31. maj–3. juni      | 43 %                                                                      | 41 %                                                                      | 14 %                                                                      | 2007                                                                      | Opinium Arkiveret 15. juni 2016 hos Wayback Machine                          | internet                                                                  |                                                                           |                                                                           |                                                                           |
| 30.–31. maj          | 41 %                                                                      | 41 %                                                                      | 13 %                                                                      | 1735                                                                      | YouGov Arkiveret 20. september 2020 hos Wayback Machine                      | internet                                                                  |                                                                           |                                                                           |                                                                           |
| 27.–29. maj          | 42 %                                                                      | 45 %                                                                      | 15 %                                                                      | 1004                                                                      | ICM Arkiveret 24. juni 2016 hos Wayback Machine                              | telefon                                                                   | ellers identisk måling gennemført ved både telefon- og internetinterviews |                                                                           |                                                                           |
| 27.–29. maj          | 44 %                                                                      | 47 %                                                                      | 9 %                                                                       | 2052                                                                      | ICM Arkiveret 24. juni 2016 hos Wayback Machine                              | internet                                                                  | ellers identisk måling gennemført ved både telefon- og internetinterviews |                                                                           |                                                                           |
| 25.–29. maj          | 51 %                                                                      | 46 %                                                                      | 3 %                                                                       | 800                                                                       | ORB Arkiveret 5. juni 2016 hos Wayback Machine                               | telefon                                                                   |                                                                           |                                                                           |                                                                           |
| 20.–25. maj          | 44 %                                                                      | 45 %                                                                      | 12 %                                                                      | 1638                                                                      | BMG Research Arkiveret 15. juni 2016 hos Wayback Machine                     | internet                                                                  |                                                                           |                                                                           |                                                                           |
| 24. maj              | 44 %                                                                      | 38 %                                                                      | 18 %                                                                      | 1013                                                                      | Survation Arkiveret 11. juni 2016 hos Wayback Machine                        | telefon                                                                   |                                                                           |                                                                           |                                                                           |
| 23.–24. maj          | 41 %                                                                      | 41 %                                                                      | 13 %                                                                      | 1756                                                                      | YouGov Arkiveret 4. maj 2017 hos Wayback Machine                             | internet                                                                  |                                                                           |                                                                           |                                                                           |
| 20.–22. maj          | 45 %                                                                      | 45 %                                                                      | 10 %                                                                      | 2003                                                                      | ICM Arkiveret 11. juni 2016 hos Wayback Machine                              | internet                                                                  |                                                                           |                                                                           |                                                                           |
| 18.–22. maj          | 55 %                                                                      | 42 %                                                                      | 3 %                                                                       | 800                                                                       | ORB Arkiveret 6. juni 2016 hos Wayback Machine                               | telefon                                                                   |                                                                           |                                                                           |                                                                           |
| 17.–19. maj          | 44 %                                                                      | 40 %                                                                      | 14 %                                                                      | 2008                                                                      | Opinium Arkiveret 21. juni 2016 hos Wayback Machine                          | internet                                                                  |                                                                           |                                                                           |                                                                           |
| 16.–17. maj          | 44 %                                                                      | 40 %                                                                      | 12 %                                                                      | 1648                                                                      | YouGov Arkiveret 28. maj 2016 hos Wayback Machine                            | internet                                                                  |                                                                           |                                                                           |                                                                           |
| 14.–17. maj          | 52 %                                                                      | 41 %                                                                      | 7 %                                                                       | 1000                                                                      | ComRes Arkiveret 23. juni 2016 hos Wayback Machine                           | telefon                                                                   |                                                                           |                                                                           |                                                                           |
| 14.–16. maj          | 55 %                                                                      | 37 %                                                                      | 5 %                                                                       | 1002                                                                      | Ipsos MORI Arkiveret 14. september 2016 hos Wayback Machine                  | telefon                                                                   |                                                                           |                                                                           |                                                                           |
| 13.–15. maj          | 47 %                                                                      | 39 %                                                                      | 14 %                                                                      | 1002                                                                      | ICM Arkiveret 18. september 2016 hos Wayback Machine                         | telefon                                                                   | ellers identisk måling gennemført ved både telefon- og internetinterviews |                                                                           |                                                                           |
| 13.–15. maj          | 43 %                                                                      | 47 %                                                                      | 10 %                                                                      | 2048                                                                      | ICM Arkiveret 18. september 2016 hos Wayback Machine                         | internet                                                                  | ellers identisk måling gennemført ved både telefon- og internetinterviews |                                                                           |                                                                           |
| 11.–15. maj          | 55 %                                                                      | 40 %                                                                      | 5 %                                                                       | 800                                                                       | ORB Arkiveret 3. juni 2016 hos Wayback Machine                               | telefon                                                                   |                                                                           |                                                                           |                                                                           |
| 10.–12. maj          | 38 %                                                                      | 41 %                                                                      | 21 %                                                                      | 1222                                                                      | TNS Arkiveret 10. juni 2016 hos Wayback Machine                              | internet                                                                  |                                                                           |                                                                           |                                                                           |
| 6.–8. maj            | 44 %                                                                      | 46 %                                                                      | 11 %                                                                      | 2005                                                                      | ICM Arkiveret 18. september 2016 hos Wayback Machine                         | internet                                                                  |                                                                           |                                                                           |                                                                           |
| 4.–6. maj            | 42 %                                                                      | 40 %                                                                      | 13 %                                                                      | 3378                                                                      | YouGov Arkiveret 8. august 2016 hos Wayback Machine                          | internet                                                                  | resterende «vil ikke stemme»                                              |                                                                           |                                                                           |
| 29. april–3. maj     | 44 %                                                                      | 45 %                                                                      | 11 %                                                                      | 2040                                                                      | ICM Arkiveret 18. september 2016 hos Wayback Machine                         | internet                                                                  |                                                                           |                                                                           |                                                                           |
| 26.–29. april        | 42 %                                                                      | 41 %                                                                      | 14 %                                                                      | 2005                                                                      | Opinium Arkiveret 19. juni 2016 hos Wayback Machine                          | internet                                                                  |                                                                           |                                                                           |                                                                           |
| 27.–29. april        | 49 %                                                                      | 51 %                                                                      |                                                                           | 2000                                                                      | ORB Arkiveret 28. juni 2016 hos Wayback Machine                              | internet                                                                  |                                                                           |                                                                           |                                                                           |
| 25.–26. april        | 41 %                                                                      | 42 %                                                                      | 13 %                                                                      | 1650                                                                      | YouGov Arkiveret 10. maj 2016 hos Wayback Machine                            | internet                                                                  | resterende «vil ikke stemme»                                              |                                                                           |                                                                           |
| 25.–26. april        | 45 %                                                                      | 38 %                                                                      | 17 %                                                                      | 1003                                                                      | Survation/IG Arkiveret 9. maj 2016 hos Wayback Machine                       | telefon                                                                   |                                                                           |                                                                           |                                                                           |
| 22.–24. april        | 44 %                                                                      | 46 %                                                                      | 10 %                                                                      | 2001                                                                      | ICM Arkiveret 18. september 2016 hos Wayback Machine                         | internet                                                                  |                                                                           |                                                                           |                                                                           |
| 20.–24. april        | 51 %                                                                      | 43 %                                                                      | 6 %                                                                       | 800                                                                       | ORB Arkiveret 12. maj 2016 hos Wayback Machine                               | telefon                                                                   |                                                                           |                                                                           |                                                                           |
| 16.–19. april        | 51 %                                                                      | 40 %                                                                      | 9 %                                                                       | 1002                                                                      | ComRes Arkiveret 3. juni 2016 hos Wayback Machine                            | telefon                                                                   |                                                                           |                                                                           |                                                                           |
| 16.–18. april        | 49 %                                                                      | 39 %                                                                      | 11 %                                                                      | 1026                                                                      | Ipsos MORI Arkiveret 18. september 2016 hos Wayback Machine                  | telefon                                                                   |                                                                           |                                                                           |                                                                           |
| 15.–17. april        | 43 %                                                                      | 44 %                                                                      | 13 %                                                                      | 2008                                                                      | ICM Arkiveret 18. september 2016 hos Wayback Machine                         | internet                                                                  |                                                                           |                                                                           |                                                                           |
| 15.–17. april        | 53 %                                                                      | 41 %                                                                      | 11 %                                                                      | 1003                                                                      | ICM Arkiveret 18. september 2016 hos Wayback Machine                         | telefon                                                                   |                                                                           |                                                                           |                                                                           |
| 13.–17. april        | 53 %                                                                      | 41 %                                                                      | 6 %                                                                       | 800                                                                       | ORB Arkiveret 8. maj 2016 hos Wayback Machine                                | telefon                                                                   |                                                                           |                                                                           |                                                                           |
| 12.–14. april        | 40 %                                                                      | 39 %                                                                      | 16 %                                                                      | 3371                                                                      | YouGov Arkiveret 6. juni 2016 hos Wayback Machine                            | internet                                                                  | resterende «skal ikke stemme»                                             |                                                                           |                                                                           |
| 12.–14. april        | 38 %                                                                      | 34 %                                                                      | 28 %                                                                      | 1198                                                                      | TNS Arkiveret 5. maj 2016 hos Wayback Machine                                | internet                                                                  |                                                                           |                                                                           |                                                                           |
| 11.–12. april        | 39 %                                                                      | 39 %                                                                      | 17 %                                                                      | 1693                                                                      | YouGov Arkiveret 20. september 2020 hos Wayback Machine                      | internet                                                                  | resterende «skal ikke stemme»                                             |                                                                           |                                                                           |
| 7.–11. april         | 35 %                                                                      | 35 %                                                                      | 30 %                                                                      | 1198                                                                      | TNS                                                                          | internet                                                                  |                                                                           |                                                                           |                                                                           |
| 8.–10. april         | 45 %                                                                      | 38 %                                                                      | 17 %                                                                      | 1002                                                                      | ComRes Arkiveret 31. maj 2016 hos Wayback Machine                            | telefon                                                                   |                                                                           |                                                                           |                                                                           |
| 8.–10. april         | 42 %                                                                      | 45 %                                                                      | 12 %                                                                      | 2030                                                                      | ICM Arkiveret 26. marts 2016 hos Wayback Machine                             | internet                                                                  |                                                                           |                                                                           |                                                                           |
| 6.–7. april          | 40 %                                                                      | 38 %                                                                      | 16 %                                                                      | 1612                                                                      | YouGov Arkiveret 31. maj 2016 hos Wayback Machine                            | internet                                                                  | resterende «skal ikke stemme»                                             |                                                                           |                                                                           |
| 29. marts–4. april   | 39 %                                                                      | 38 %                                                                      | 18 %                                                                      | 3754                                                                      | YouGov Arkiveret 19. april 2016 hos Wayback Machine                          | internet                                                                  | resterende «vil ikke stemme»                                              |                                                                           |                                                                           |
| 1.–3. april          | 44 %                                                                      | 43 %                                                                      | 13 %                                                                      | 2007                                                                      | ICM Arkiveret 9. april 2016 hos Wayback Machine                              | internet                                                                  |                                                                           |                                                                           |                                                                           |
| 29. marts–3. april   | 51 %                                                                      | 44 %                                                                      | 5 %                                                                       | 800                                                                       | ORB Arkiveret 19. april 2016 hos Wayback Machine                             | telefon                                                                   |                                                                           |                                                                           |                                                                           |
| 29. marts–1. april   | 39 %                                                                      | 43 %                                                                      | 18 %                                                                      | 1966                                                                      | Opinium Arkiveret 21. juni 2016 hos Wayback Machine                          | internet                                                                  |                                                                           |                                                                           |                                                                           |
| 24.–29. marts        | 35 %                                                                      | 35 %                                                                      | 30 %                                                                      | 1193                                                                      | TNS Arkiveret 31. marts 2019 hos Wayback Machine                             | internet                                                                  |                                                                           |                                                                           |                                                                           |
| 24.–29. marts        | 41 %                                                                      | 45 %                                                                      | 14 %                                                                      | 1518                                                                      | BMG Research Arkiveret 18. september 2016 hos Wayback Machine                | internet                                                                  |                                                                           |                                                                           |                                                                           |
| 24.–28. marts        | 51 %                                                                      | 49 %                                                                      | ikke svaralternativ                                                       | 2002                                                                      | ORB Arkiveret 14. april 2016 hos Wayback Machine                             | internet                                                                  |                                                                           |                                                                           |                                                                           |
| 22.–24. marts        | 45 %                                                                      | 43 %                                                                      | 12 %                                                                      | 1970                                                                      | ICM Arkiveret 5. april 2016 hos Wayback Machine                              | internet                                                                  |                                                                           |                                                                           |                                                                           |
| 19.–22. marts        | 49 %                                                                      | 41 %                                                                      | 10 %                                                                      | 1023                                                                      | Ipsos MORI Arkiveret 28. april 2016 hos Wayback Machine                      | telefon                                                                   |                                                                           |                                                                           |                                                                           |
| 17.–22. marts        | 40 %                                                                      | 37 %                                                                      | 19 %                                                                      | 1688                                                                      | YouGov Arkiveret 17. april 2016 hos Wayback Machine                          | internet                                                                  | resterende "vil ikke stemme"                                              |                                                                           |                                                                           |
| 18.–20. marts        | 48 %                                                                      | 41 %                                                                      | 11 %                                                                      | 1002                                                                      | ComRes Arkiveret 7. april 2016 hos Wayback Machine                           | telefon                                                                   |                                                                           |                                                                           |                                                                           |
| 18.–20. marts        | 41 %                                                                      | 43 %                                                                      | 17 %                                                                      | 2000                                                                      | ICM Arkiveret 26. marts 2016 hos Wayback Machine                             | internet                                                                  |                                                                           |                                                                           |                                                                           |
| 17.–19. marts        | 46 %                                                                      | 35 %                                                                      | 19 %                                                                      | 1006                                                                      | Survation Arkiveret 3. august 2016 hos Wayback Machine                       | telefon                                                                   |                                                                           |                                                                           |                                                                           |
| 11.–14. marts        | 47 %                                                                      | 49 %                                                                      | 4 %                                                                       | 823                                                                       | ORB Arkiveret 16. marts 2016 hos Wayback Machine                             | internet                                                                  |                                                                           |                                                                           |                                                                           |
| 11.–13. marts        | 43 %                                                                      | 41 %                                                                      | 16 %                                                                      | 2031                                                                      | ICM Arkiveret 3. april 2016 hos Wayback Machine                              | internet                                                                  |                                                                           |                                                                           |                                                                           |
| 2.–10. marts         | 48 %                                                                      | 45 %                                                                      | 7 %                                                                       | 4047                                                                      | Populus/ Number Cruncher Politics Arkiveret 7. juni 2016 hos Wayback Machine | internet                                                                  |                                                                           |                                                                           |                                                                           |
| 4.–6. marts          | 49 %                                                                      | 35 %                                                                      | 15 %                                                                      | 966                                                                       | Populus/ Number Cruncher Politics Arkiveret 7. juni 2016 hos Wayback Machine | telefon                                                                   |                                                                           |                                                                           |                                                                           |
| 4.–6. marts          | 40 %                                                                      | 41 %                                                                      | 19 %                                                                      | 2051                                                                      | ICM Arkiveret 11. marts 2016 hos Wayback Machine                             | internet                                                                  |                                                                           |                                                                           |                                                                           |
| 2.–3. marts          | 40 %                                                                      | 37 %                                                                      | 18 %                                                                      | –                                                                         | YouGov Arkiveret 6. april 2016 hos Wayback Machine                           | internet                                                                  |                                                                           |                                                                           |                                                                           |
| 1.–2. marts          | 40 %                                                                      | 35 %                                                                      | 19 %                                                                      | –                                                                         | YouGov Arkiveret 6. april 2016 hos Wayback Machine                           | internet                                                                  |                                                                           |                                                                           |                                                                           |
| 29. februar–1. marts | 39 %                                                                      | 37 %                                                                      | 19 %                                                                      | –                                                                         | YouGov Arkiveret 6. april 2016 hos Wayback Machine                           | internet                                                                  |                                                                           |                                                                           |                                                                           |
| 26.–29. februar      | 41 %                                                                      | 41 %                                                                      | 18 %                                                                      | 2003                                                                      | ICM Arkiveret 5. marts 2016 hos Wayback Machine                              | internet                                                                  |                                                                           |                                                                           |                                                                           |
| 26.–28. februar      | 39 %                                                                      | 45 %                                                                      | 18 %                                                                      | 2071                                                                      | Populus/ Number Cruncher Politics Arkiveret 7. juni 2016 hos Wayback Machine | internet                                                                  |                                                                           |                                                                           |                                                                           |
| 26.–28. februar      | 48 %                                                                      | 37 %                                                                      | 15 %                                                                      | 1002                                                                      | Populus/ Number Cruncher Politics Arkiveret 7. juni 2016 hos Wayback Machine | telefon                                                                   |                                                                           |                                                                           |                                                                           |
| 24.–25. februar      | 48 %                                                                      | 52 %                                                                      | ikke svaralternativ                                                       | 2014                                                                      | ORB Arkiveret 7. marts 2016 hos Wayback Machine                              | internet                                                                  |                                                                           |                                                                           |                                                                           |
| 21.–23. februar      | 37 %                                                                      | 38 %                                                                      | 25 %                                                                      | 3482                                                                      | YouGov Arkiveret 30. april 2016 hos Wayback Machine                          | internet                                                                  |                                                                           |                                                                           |                                                                           |
| 20. februar 2016     | Statsminister David Cameron offentliggjorde datoen for folkeafstemningen. | Statsminister David Cameron offentliggjorde datoen for folkeafstemningen. | Statsminister David Cameron offentliggjorde datoen for folkeafstemningen. | Statsminister David Cameron offentliggjorde datoen for folkeafstemningen. | Statsminister David Cameron offentliggjorde datoen for folkeafstemningen.    | Statsminister David Cameron offentliggjorde datoen for folkeafstemningen. | Statsminister David Cameron offentliggjorde datoen for folkeafstemningen. | Statsminister David Cameron offentliggjorde datoen for folkeafstemningen. | Statsminister David Cameron offentliggjorde datoen for folkeafstemningen. |

#### Nordirland
| 17.–19. maj      | 57 %                                                                      | 35 %                                                                      | 9 %                                                                       | 1090                                                                      | Lucid Talk Arkiveret 30. juni 2016 hos Wayback Machine                    |                                                                           |                                                                           |                                                                           |
| 20. februar 2016 | Statsminister David Cameron offentliggjorde datoen for folkeafstemningen. | Statsminister David Cameron offentliggjorde datoen for folkeafstemningen. | Statsminister David Cameron offentliggjorde datoen for folkeafstemningen. | Statsminister David Cameron offentliggjorde datoen for folkeafstemningen. | Statsminister David Cameron offentliggjorde datoen for folkeafstemningen. | Statsminister David Cameron offentliggjorde datoen for folkeafstemningen. | Statsminister David Cameron offentliggjorde datoen for folkeafstemningen. | Statsminister David Cameron offentliggjorde datoen for folkeafstemningen. |

#### Skotland
| 6.–12. juni      | 58 %                                                                      | 33 %                                                                      | 8 %                                                                       | 1,000                                                                     | Ipsos Mori/STV Arkiveret 18. september 2016 hos Wayback Machine           |                                                                           |                                                                           |                                                                           |
| 4.–22. maj       | 53 %                                                                      | 24 %                                                                      | 23 %                                                                      | 1008                                                                      | TNS Arkiveret 18. september 2016 hos Wayback Machine                      |                                                                           |                                                                           |                                                                           |
| 6.–10. maj       | 54 %                                                                      | 32 %                                                                      | 14 %                                                                      | 1000                                                                      | ICM/The Scotsman Arkiveret 29. juni 2016 hos Wayback Machine              |                                                                           |                                                                           |                                                                           |
| 1.–2. maj        | 58 %                                                                      | 19 %                                                                      | 19 %                                                                      | 1024                                                                      | Survation/Daily Record Arkiveret 18. september 2016 hos Wayback Machine   |                                                                           |                                                                           |                                                                           |
| 23.–28. april    | 57 %                                                                      | 33 %                                                                      | 11 %                                                                      | 1074                                                                      | Panelbase/Sunday Times Arkiveret 10. juni 2016 hos Wayback Machine        |                                                                           |                                                                           |                                                                           |
| 18.–25. april    | 66 %                                                                      | 29 %                                                                      | 5 %                                                                       | 1015                                                                      | Ipsos MORI/STV Arkiveret 11. september 2016 hos Wayback Machine           |                                                                           |                                                                           |                                                                           |
| 1.–24. april     | 48 %                                                                      | 21 %                                                                      | 31 %                                                                      | 1012                                                                      | TNS Arkiveret 3. juni 2016 hos Wayback Machine                            |                                                                           |                                                                           |                                                                           |
| 15.–20. april    | 54 %                                                                      | 28 %                                                                      | 17 %                                                                      | 1005                                                                      | Survation/Daily Record Arkiveret 18. september 2016 hos Wayback Machine   |                                                                           |                                                                           |                                                                           |
| 11.–15. april    | 55 %                                                                      | 35 %                                                                      | 9 %                                                                       | 1013                                                                      | BMG Research/Herald Arkiveret 18. september 2016 hos Wayback Machine      |                                                                           |                                                                           |                                                                           |
| 6.–15. april     | 55 %                                                                      | 33 %                                                                      | 12 %                                                                      | 1021                                                                      | Panelbase/Sunday Times Arkiveret 13. maj 2016 hos Wayback Machine         |                                                                           |                                                                           |                                                                           |
| 2.–22. marts     | 51 %                                                                      | 19 %                                                                      | 29 %                                                                      | 1051                                                                      | TNS Arkiveret 1. oktober 2017 hos Wayback Machine                         |                                                                           |                                                                           |                                                                           |
| 10.–17. marts    | 53 %                                                                      | 29 %                                                                      | 17 %                                                                      | 1051                                                                      | Survation/Daily Record Arkiveret 9. juni 2017 hos Wayback Machine         |                                                                           |                                                                           |                                                                           |
| 7.–9. marts      | 48 %                                                                      | 31 %                                                                      | 21 %                                                                      | 1070                                                                      | YouGov Arkiveret 18. september 2016 hos Wayback Machine                   |                                                                           |                                                                           |                                                                           |
| 20. februar 2016 | Statsminister David Cameron offentliggjorde datoen for folkeafstemningen. | Statsminister David Cameron offentliggjorde datoen for folkeafstemningen. | Statsminister David Cameron offentliggjorde datoen for folkeafstemningen. | Statsminister David Cameron offentliggjorde datoen for folkeafstemningen. | Statsminister David Cameron offentliggjorde datoen for folkeafstemningen. | Statsminister David Cameron offentliggjorde datoen for folkeafstemningen. | Statsminister David Cameron offentliggjorde datoen for folkeafstemningen. | Statsminister David Cameron offentliggjorde datoen for folkeafstemningen. |

#### Wales
| 30. maj–2. juni  | 41 %                                                                   | 41 %                                                                   | 18 %                                                                   | 1017                                                                   | YouGov Arkiveret 30. juni 2016 hos Wayback Machine                     |                                                                        |                                                                        |                                                                        |
| 7.–11. april     | 38 %                                                                   | 39 %                                                                   | 16 %                                                                   | 1011                                                                   | YouGov Arkiveret 31. maj 2016 hos Wayback Machine                      |                                                                        |                                                                        |                                                                        |
| 20. februar 2016 | Statsminister David Cameron offentgjorde datoen for folkeafstemningen. | Statsminister David Cameron offentgjorde datoen for folkeafstemningen. | Statsminister David Cameron offentgjorde datoen for folkeafstemningen. | Statsminister David Cameron offentgjorde datoen for folkeafstemningen. | Statsminister David Cameron offentgjorde datoen for folkeafstemningen. | Statsminister David Cameron offentgjorde datoen for folkeafstemningen. | Statsminister David Cameron offentgjorde datoen for folkeafstemningen. | Statsminister David Cameron offentgjorde datoen for folkeafstemningen. |

#### Gibraltar
| 11.–15. april    | 88 %                                                                      | 8 %                                                                       | 3 %                                                                       | 506                                                                       | Gibraltar Chronicle Arkiveret 19. maj 2016 hos Wayback Machine            |                                                                           |                                                                           |                                                                           |
| 20. februar 2016 | Statsminister David Cameron offentliggjorde datoen for folkeafstemningen. | Statsminister David Cameron offentliggjorde datoen for folkeafstemningen. | Statsminister David Cameron offentliggjorde datoen for folkeafstemningen. | Statsminister David Cameron offentliggjorde datoen for folkeafstemningen. | Statsminister David Cameron offentliggjorde datoen for folkeafstemningen. | Statsminister David Cameron offentliggjorde datoen for folkeafstemningen. | Statsminister David Cameron offentliggjorde datoen for folkeafstemningen. | Statsminister David Cameron offentliggjorde datoen for folkeafstemningen. |

## Resultatet
| Forlad: 17.410.742 (51,9%) | Forbliv: 16.141.241 (48,1%) |
| ▲                          |                             |

| Region                         | Deltagelse | Forbliv   | Forlad    | Forbliv % | Forlad % |
| ------------------------------ | ---------- | --------- | --------- | --------- | -------- |
| East Midlands                  | 74,2       | 1.033.036 | 1.475.479 | 41,18     | 58,82    |
| East of England                | 75,7       | 1.448.616 | 1.880.367 | 43,52     | 56,48    |
| London                         | 69,7       | 2.263.519 | 1.513.232 | 59,93     | 40,07    |
| North East England             | 69,3       | 562.595   | 778.103   | 41,96     | 58,04    |
| North West England             | 70,0       | 1.699.020 | 1.966.925 | 46,35     | 53,65    |
| Nordirland                     | 62,7       | 440.707   | 349.442   | 55,78     | 44,22    |
| Skotland                       | 67,2       | 1.661.191 | 1.018.322 | 62,00     | 38,00    |
| South East England             | 76,8       | 2.391.718 | 2.567.965 | 48,22     | 51,78    |
| South West England & Gibraltar | 76,7       | 1.503.019 | 1.669.711 | 47,37     | 52,63    |
| Wales                          | 71,7       | 772.347   | 854.572   | 47,47     | 52,53    |
| West Midlands                  | 72,0       | 1.207.175 | 1.755.687 | 40,74     | 59,26    |
| Yorkshire and the Humber       | 70,7       | 1.158.298 | 1.580.937 | 42,29     | 57,71    |

Den 24. juni meddelte den konservative partileder og Storbritanniens statsminister David Cameron, at han ville træde tilbage i oktober, skønt konservative politikere fra begge sider havde bedt ham om at forblive. UKIPs leder, Nigel Farage, mente, at Cameron skulle træde tilbage "omgående". Labours partileder Jeremy Corbyn blev stærkt kritiseret intern i sit parti, der havde argumenteret for forbliven i EU, for at have ført en elendig kampagne.
Den kendsgerning, at Skotland stemte for forbliven i EU, har rejst spørgsmålet om en ny afstemning om Skotlands forbliven i Storbritannien. Den skotske førsteminister Nicola Sturgeon sagde det var "klart, at folk i Skotland ser deres fremtid som en del af Den Europæiske Union" og at Skotland havde "talt beslutsomt" med en "stærk, utvetydige" stemme for at forblive i EU. Skotlands regering erklærede det den 24. juni for "meget sandsynligt", at der skulle afholdes en anden folkeafstemning om Skotlands uafhængighed af Storbritannien. Ligeledes har Sinn Féin argumenteret for, at der i Nordirland, som ligeledes stemte for forbliven, bør afholdes en afstemning om indlemmelse i Irland.